# لويس ألفونس (دوق أنجو)
لويس ألفونس دي بوربون (بالإسبانية: Luis Alfonso Gonzalo Víctor Manuel Marco de Borbón y Martínez-Bordiú؛ الفرنسية: Louis Alphonse Gonzalve Victor Emmanuel Marc de Bourbon؛ من مواليد 25 أبريل 1974)؛ هو رئيس أسرة بوربون العريقة، أفراد من العائلة حكموا فرنسا ودولًا أخرى سابقًا، وفقًا أنصار الشرعية يعتبر لويس ألفونس مدعي بحق في العرش الفرنسي المنحل باسم لويس العشرون، ومنذ وفاة والده في عام 1989 استخدم لقب دوق أنجو.
يعتبر لويس ألفونس نفسه الوريث الأول لسليل أوغو كابيه ملك الفرنجة (987-996)؛ تستند دعواه على العرش الفرنسي البائد إلى اعتبره من أحفاد لويس الرابع عشر (حكم منذ 1643 إلى 1715) من خلال حفيده فيليب الخامس ملك إسبانيا، على الرغم من أن فيليب تخلى عن مطالبته بالعرش الفرنسي بموجب معاهدة أوترخت في عام 1713، بحيث يتخذ المدعون المنافسون من أنصار الأورليانية هذه كحجة لإبطال إدعائهم، بالإضافة إلى كونه مواطنًا إسبانيًا يعتبر لويس ألفونس غير مؤهل للعرش، ويطعنون أيضًا عما إذا كان حقًا وريث لويس الرابع عشر، نظرًا للإشاعات حول عدم شرعية ألفونسو الثاني عشر (جده الأكبر).
لويس ألفونس هو من ناحية النسب الأبوي هو حفيد ألفونسو الثالث عشر ملك إسبانيا، ومع ذلك فإن جده إنفانتي خايمي دوق سيغوفيا ، تخلى عن حقوقه في العرش الإسباني لنفسه ولأحفاده بسبب عجزه، مما نزل تاج إسبانيا إلى ابن عمه الثاني حالياً فيليب السادس ملك إسبانيا، من خلال والدته هو أيضًا حفيد القائد الإسباني (الديكتاتور) الجنرال فرانسيسكو فرانكو، ومن خلال والده هو حفيد الملكة فيكتوريا.

## الزواج والأطفال
في نوفمبر 2003 أصبح مخطوباً من الفنزويلية ماريا مارغريتا فارغاس سانتايلا ابنة رجل الأعمال فيكتور فارغاس، تزوجا مدنيًا بكاراكاس في 5 نوفمبر 2004 ودينيًا في 6 نوفمبر 2004 في لا رومانا، جمهورية الدومينيكان، لم يحضر أي من أفراد العائلة المالكة الإسبانية حفل الزفاف، على الرغم من عدم تقديم سبب رسمي ، لم يكن سراً أن ملك إسبانيا آنذاك خوان كارلوس الأول لم يوافق على مطالبة ابن عمه بالعرش الفرنسي، ولا على حقيقة أن لويس ألفونس أصدر دعوات الزفاف التي تحمل اسم "دوق أنجو" القب الذي يدعيه لنفسه.
وأنجبت له:-
- أوجيني (5 مارس 2007)؛ ولدت في ميامي، فلوريدا، الولايات المتحدة الأمريكية، عمدت في سفارة بابوية بباريس، كانا عرابها: الأمير مشيل دي بوربون-بارما وزوجته الأميرة ماريا بيا، حملت لقب "مدام الملكي".[1]
- لويس وألفونس (28 مايو 2010)؛ هما تؤام ولدا في مدينة نيويورك، منحهم والدهم الألقاب الفرنسية التاريخية على التوالي: دوق برغونية ودوق بيري.[16]
- هنري (1 فبراير 2019)؛ ولد في مدينة نيوريوك، حصل من قبل والده على لقب دوق تورين.[17]